# Factor 5
Factor 5 fue una empresa independiente desarrolladora de videojuegos y software. La empresa fue cofundada por cinco ex empleados de Rainbow Arts en 1987 en Colonia (Alemania), lo cual sirvió de inspiración para el nombre del estudio, antes de trasladarse a San Rafael (California) en 1994. Julian Eggebrecht, uno de los cinco cofundadores iniciales, es actualmente el presidente de la empresa. Fue clausurada en mayo de 2009, y sus propiedades liquidadas en  2011.

## Historia
Factor 5 comenzó desarrollando juegos para las computadoras Commodore 64, Amiga y Atari ST, donde pronto obtuvo éxito con la serie Turrican. Durante mucho tiempo, Factor 5 fue una destacado desarrolladora second-party exclusiva de Nintendo, desarrollando juegos y herramientas de middleware para la empresa. Durante esa época, el estudio obtuvo una crítica considerable y elogios por su capacidad técnica, produciendo los que a menudo son citados como algunos de los títulos más avanzados visualmente de Nintendo 64 y Nintendo GameCube. Factor 5 también desarrolló para Nintendo dos herramientas de middleware muy conocidas, MusyX, un sistema de sonido producido en cooperación con Dolby Laboratories, y DivX For Games SDK, integrando la funcionalidad del popular códec de vídeo en las herramientas de desarrollo de Nintendo.
A finales de diciembre de 2008, varios medios de comunicación en línea informaron de que Brash Entertainment (distribuidora del actual proyecto de Factor 5) se cerraría al final del mes tras pasar por problemas financieros. Esta súbita interrupción en la financiación dejó a Factor 5 con sus propias dificultades de financiación. El estado actual de la empresa no ha sido oficialmente anunciado, pero informes internos sin confirmar afirman que han cesado sus operaciones.

## Juegos

### Wii
- Julian Eggebrecht, presidente de Factor 5, ha confirmado en una entrevista que se está desarrollando un juego, que no es de Consola Virtual, para Wii.[2] Antes de que la Wii fuese lanzada la empresa había anunciado una secuela de Pilotwings, pero este proyecto ya no está en sus planes.[2]

### PlayStation 3
- Lair (2007)
- Untitled Project (2009)[3]

### Nintendo GameCube
- Star Wars Rogue Squadron II: Rogue Leader (2001)
- Star Wars Rogue Squadron III: Rebel Strike (2003)
- Thornado (nunca publicado)
- Pilotwings (nunca publicado)

### Nintendo 64
- Resident Evil 2 (1999) - Tecnología de compresión de sonido
- Star Wars: Rogue Squadron (1999)
- Pokémon Stadium (2000) - Tecnología de compresión de voz
- Star Wars: Battle for Naboo (2000)
- Indiana Jones and the Infernal Machine (2000)
- Pokémon Stadium 2 (2001) - Tecnología de compresión de voz

### PlayStation
- Ballblazer Champions (1997)

### Super Nintendo Entertainment System
- Super Turrican (1993)
- Indiana Jones' Greatest Adventures (1994)
- Super Turrican 2 (1995)

### Sega Genesis
- Mega Turrican (1993)
- International Superstar Soccer Deluxe (1996)

### Game Boy
- Contra: The Alien Wars (1994)
- Animaniacs (1995)

### PC
- Tony & Friends in Kellogg's Land (1994)[4]

### Amiga
- Katakis (1988)
- R-Type (1989)
- Turrican (1990)
- Masterblazer (sólo la intro) (1990)
- Turrican II: The Final Fight (1991)
- Turrican 3 (1993)

### Atari ST
- Turrican (1990)
- Turrican II: The Final Fight (1991)

## Tecnología
- MusyX: Dolby Sound Tools - Desarrollado para Nintendo 64, Nintendo GameCube, Game Boy Color, Game Boy Advance
- DivX For Games SDK - Desarrollado para Nintendo GameCube